# Cordon sanitar (politică)
În politică, expresia cordon sanitar reprezintă crearea unui consens între partide sau grupuri politice pentru a exclude de la putere sau influență o formațiune extremistă, populistă sau care amenință valorile democratice.
În politica internațională, termenul are ca semnificație izolarea unui stat, care încalcă drepturile omului sau sprijină terorismul, prin sancțiuni, embargouri sau întreruperea relațiilor diplomatice.